# Stazione meteorologica di Racalmuto
La stazione meteorologica di Racalmuto è la stazione meteorologica di riferimento relativa alla località di Racalmuto.

## Coordinate geografiche
La stazione meteorologica si trova nell'Italia insulare, in Sicilia, in provincia di Agrigento, nel comune di Racalmuto, a 475 metri s.l.m. e alle coordinate geografiche 37°24′N 13°44′E.

## Dati climatologici
In base alla media trentennale di riferimento 1961-1990, la temperatura media del mese più freddo, gennaio, si attesta a +7,7 °C; quella del mese più caldo, agosto, è di +25,1 °C .
| Racalmuto          | Mesi | Mesi | Mesi | Mesi | Mesi | Mesi | Mesi | Mesi | Mesi | Mesi | Mesi | Mesi | Stagioni | Stagioni | Stagioni | Stagioni | Anno |
| Racalmuto          | Gen  | Feb  | Mar  | Apr  | Mag  | Giu  | Lug  | Ago  | Set  | Ott  | Nov  | Dic  | Inv      | Pri      | Est      | Aut      | Anno |
| ------------------ | ---- | ---- | ---- | ---- | ---- | ---- | ---- | ---- | ---- | ---- | ---- | ---- | -------- | -------- | -------- | -------- | ---- |
| T. max. media (°C) | 11,3 | 12,1 | 14,4 | 17,5 | 22,9 | 28,4 | 31,3 | 31,6 | 27,2 | 21,7 | 16,8 | 12,7 | 12,0     | 18,3     | 30,4     | 21,9     | 20,7 |
| T. min. media (°C) | 4,2  | 4,2  | 5,6  | 7,8  | 11,6 | 16,3 | 18,9 | 19,2 | 16,5 | 12,4 | 9,0  | 6,0  | 4,8      | 8,3      | 18,1     | 12,6     | 11,0 |